# 73式小型トラック
73式小型トラック（ななさんしきこがたトラック）は、1973年に採用された自衛隊の汎用小型車両（トラック）である。三菱自動車工業が製造する。
なお、1996年に新たに採用された車両も「73式」の名称であったが、製造コストの削減・部品の共通化・民生品の活用の一環から2003年度以降「制式化」対象から除外され、以後の正式名称については「1/2tトラック」に変更された。本項では便宜上1/2tトラックについても記載する。
一型は「ジープ」、二型は「パジェロ」・「小型」の通称がある。

## 一期（1973年 - 1997年） J-24A/23A/25A型
日本国内で生産されていた自衛隊向け（軍用）四輪駆動車で、1970年代当時にジープのライセンス生産を行っていた三菱自動車が、それまで防衛庁向けに生産していたJ-3系やJ-50系をベースとした1/4tトラックの後継車として、防衛庁の要求に合わせて積載量の向上を図り、ミドルホイールベースのJ-24型を改良したものである。運輸省届出の型式は、1/4tトラックがJ-54A、73式小型トラックはエンジンの違いで、J-24A/23A/25Aとなる。
マニュアルトランスミッション（前進4速・後進1速）+副変速機（高・低2速）付きトランスファーを持つ。また、エンジンの始動はキーで行うが、停止はキーを抜くだけではなく、初期型から中期型まではキルスイッチ、最終型はキーOFFでもエンジンが停止可能。他国の軍用四輪駆動車と異なり、ベース車の標準装備であるシガーライターと灰皿がそのまま装備されている。
派生型として、60式106mm無反動砲や64式対戦車誘導弾を搭載した車両のほか、回転灯とサイレンを搭載し、緊急車両指定および白色塗装を行った警務隊用車両がある。車両後部には、各種機関銃を備え付けるための銃座を取り付けることができる。屋根がないので、警務隊用車両は警光灯をフロントガラスの枠に増設したブラケット留めにしている（これは新型でも同じ）。
また、一部新型と共通するが車番により使用目的が異なり、「01-****」は通常仕様、「02-****」は対戦車ミサイルや無反動砲などの装備火器類を搭載した車両となり、かつては「03-****」ナンバーの車両（エンジンがターボ仕様なほか、「01」ナンバーと比べると細部に差異がある）の車両も存在した。
無線機を搭載する場合に関しては、運転席後部の座席を畳んでその部分にアタッチメント装着による無線機設置のほか、運転席および助手席後部の席両端に跨ぐよう板状の部品（無線機材を複数設置する場合に使用するアタッチメント）を取付した後に運転席後部に無線機を取り付ける例もあり、この状態では乗員は基本的に4名乗車を基本として運用している（無理をすれば5名乗車可能）。
市販型三菱・ジープのミドルホイールベースモデルであるJ-20系は二型の登場で生産中止となり、ショートホイールベースのみがJ-50系として生産され続けていたが、1997年（平成9年）の生産終了に伴い、この先、補給部品の確保についても困難が予想されることから、耐用年数が規定に達した車両は走行可能な状態であっても廃車とし、そこから部品を調達している（共食い整備<ニコイチ>）。
現有の車両も車番が4000番台の最終形のみ部隊で運用される状況となっており、装備火器の運用上必要な車両を除き、一期は近年中に退役する方向である。

### ギャラリー

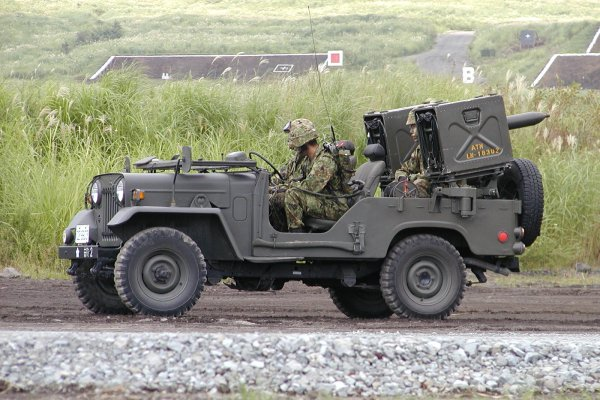
64式対戦車誘導弾を搭載した一期73式小型トラック
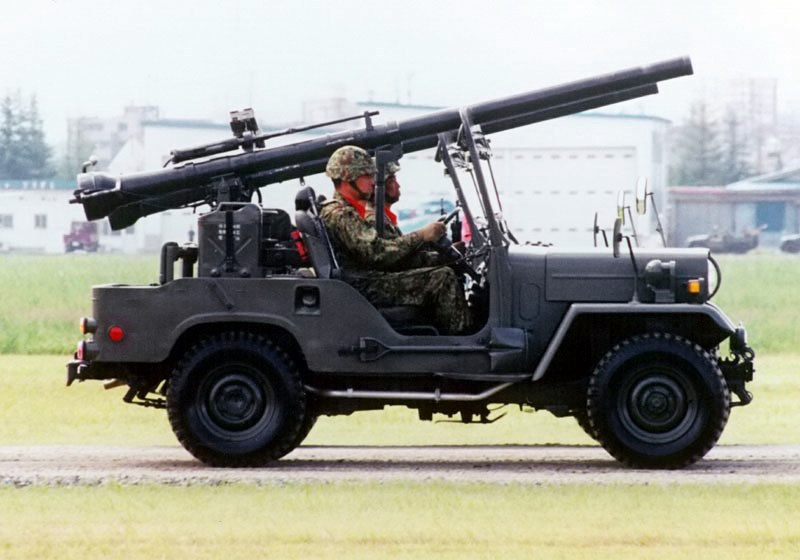
60式106mm無反動砲を搭載した一期73式小型トラック（2両が重なっている）
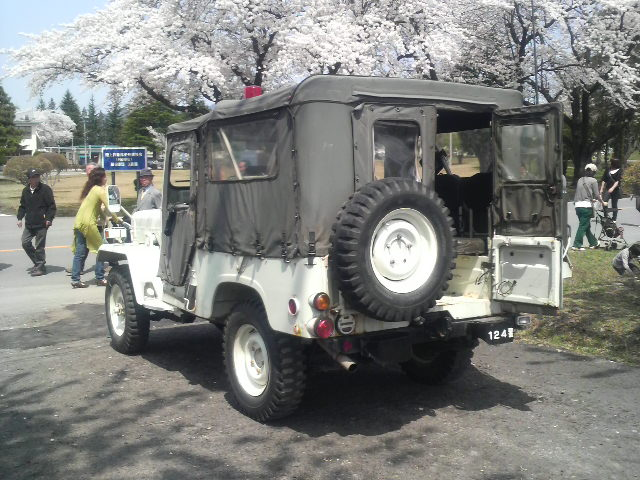
車体後部（警務隊用車両）
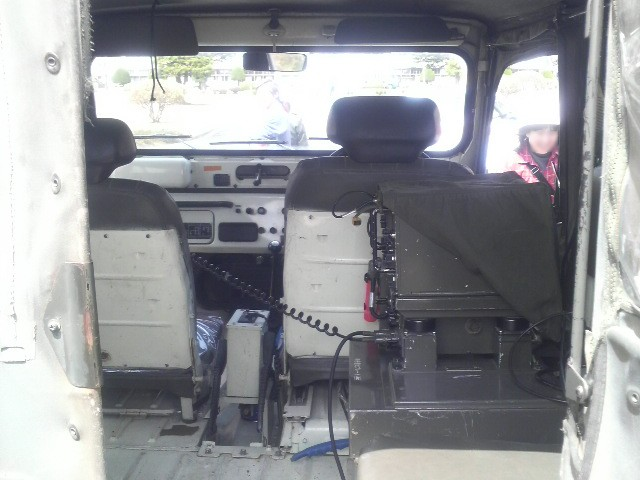
車内の様子（警務隊用車両）
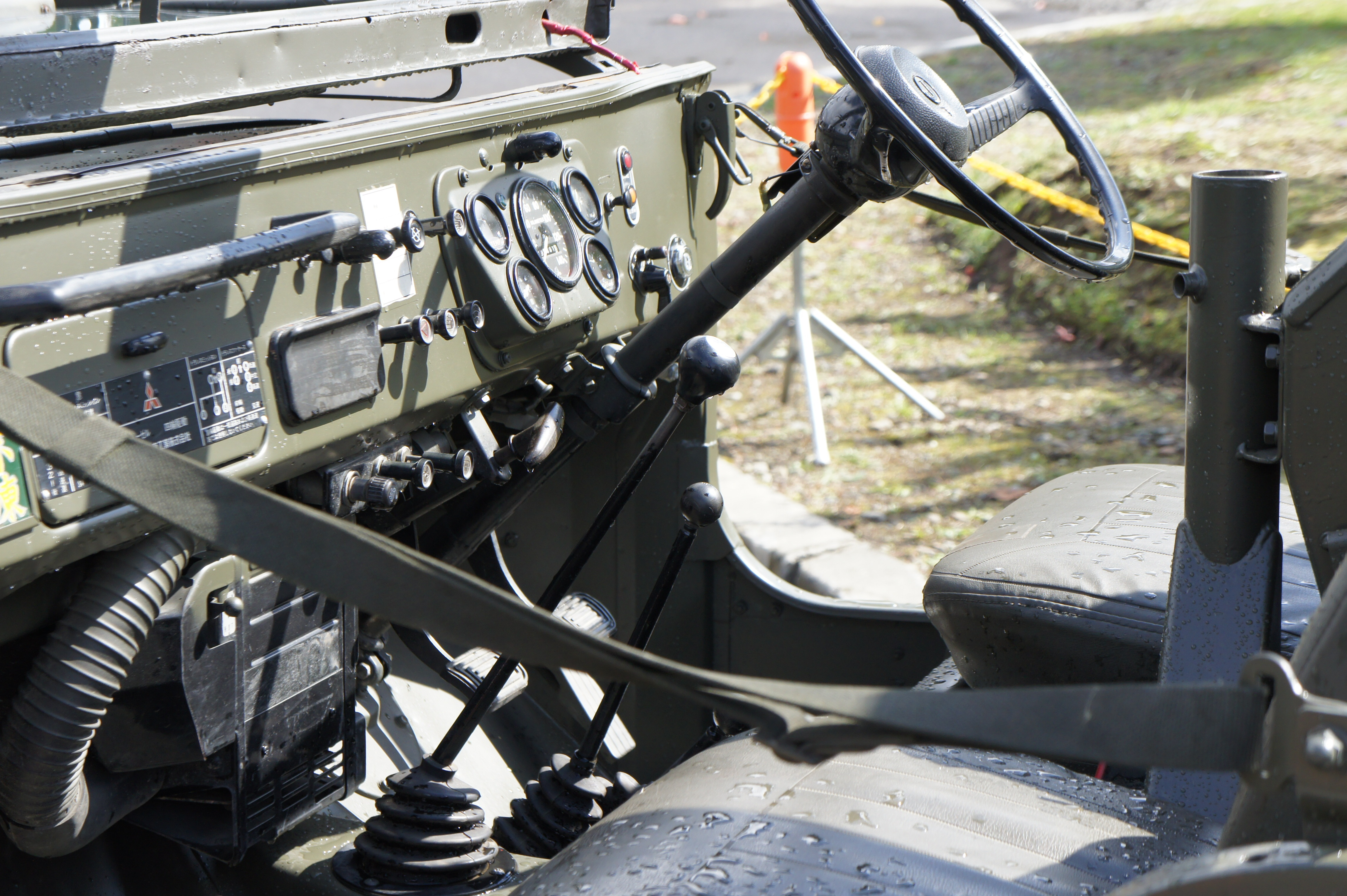
運転席付近の様子 防水仕様のメーター類と各種プルスイッチが確認できる。床のレバーは左からシフトレバー、トランスファーレバー、シートに隠れて見づらいが副変速レバーである

## 二期（1996年 -） V16B/17B型

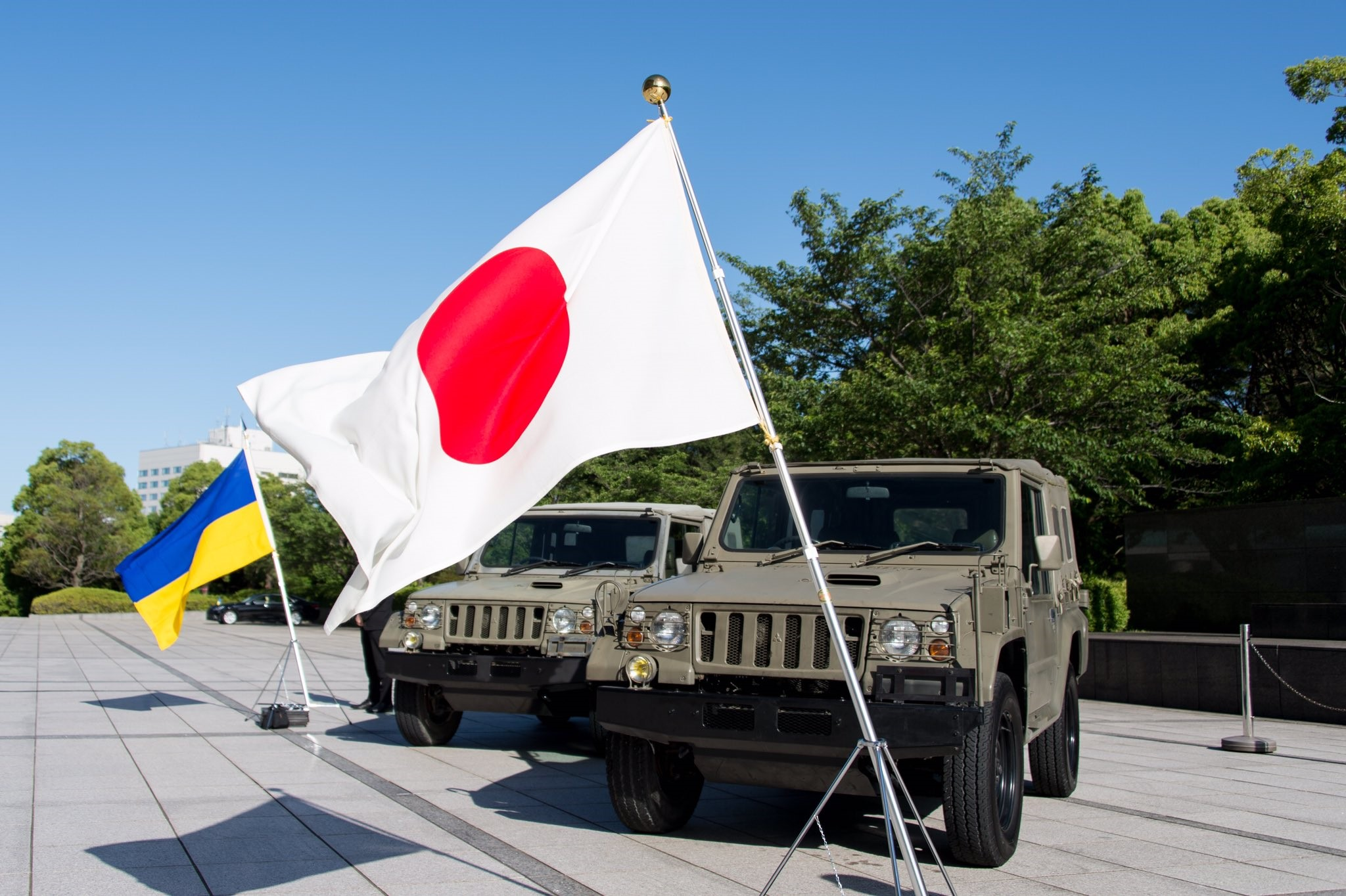
ウクライナに提供された1/2トントラック（2023年）

旧式化が目立ち、排ガス規制などにも適応できなくなりつつあったジープタイプに代わり、1996年（平成8年）からは2代目パジェロがベースで、ショートホイールベースモデルのフレーム後端を若干伸ばし、積載対応のためリーフリジッド化された車両が採用され、「73式小型トラック(新)」となった。新型装備の「採用」ではなく、あくまでも旧型車両の「更新」であるため、複数メーカーによる競争入札は行われていない。「73式」の呼称が引き継がれたものの、制式名称がいつまでも「73式小型トラック」ではさすがに問題があると判断され、2001年（平成13年）度納入車からは「1/2tトラック」（積載量440kgから）に変更となった。
リアエンドパネルにアクセサリーソケットと左右ドアに灰皿を搭載したほか、災害情報収集のためAM・FMラジオも標準装備されている。また、民間向け車両の部品を流用した事からエアコンのような快適装備も引き継がれ、冷房可能なエアコン搭載車となるが、電装系は民間向けパジェロの12V仕様に対し、防衛省向けは24Vであるため、操作パネルは同じながらも中身は別物である。
国土交通省届出の車両型式はV16B（2代目パジェロがV2-4系、3代目パジェロがV6-7系）となっているが、生産された順は2代目パジェロの後となっている。テールレンズは初代パジェロの物を流用。ドアのアウターハンドルには2代目ミラージュ、およびランサーの物が流用されている。機関形式は4M40（平成8年-平成24年度車用まで）。
方向指示器および、ライト切り替えスイッチは手袋などを着用した状態でも操作しやすい様、旧型に類似したものを使用しており、ライトの点灯はロータリスイッチとライトスイッチの操作が必須となる。
乗降性の改善のために取り付けたサイドステップ（防衛省仕様書では泥落とし）のため全幅が1.7mを超えたことで、「小型」呼称ながら道路運送車両法上は普通貨物車（1ナンバー車）扱いとなった。後に小型貨物車枠に収まるよう改装されたことで、高速道路の通行料金は1ナンバークラスの中型料金ではなく普通料金が適用されるようになった。
変速機はロックアップ機構を省いたトルコン式ATで、市販型パジェロの2代目車両となるJ-TOP（幌車）の専用タイヤであった18インチの大径タイヤ（横浜ゴム製215/85R18、専用鉄ホイール）を装着し、デフロック可能なセンターデフ式フルタイム4駆機構のスーパーセレクト4WDを備える。不整地走破性は旧型と同等程度の性能を持つとされるが、前輪がリジッドから独立懸架となったことで操縦安定性は向上した。タイヤ径の拡大により、地上高、特にアクスルデフ下の最低地上高が増大している。
車体後部にトレーラー牽引用のピントルフックを備えているが、車両が小型・軽量で、エンジン出力も決して大きくないことから、けん引できるのは陸自の装備品では1/4tトレーラまでであり、重量物の運搬、けん引は高機動車が担う。固有の搭載火器はなく、左右ドア内側に64式7.62mm小銃もしくは89式5.56mm小銃を固定できる小銃取付具が取り付けられており、また、5.56mm機関銃MINIMI、12.7mm重機関銃M2などの各種機関銃、対戦車ミサイルなどを搭載することが可能。誘導弾や通信機器の搭載専用車両は2ないし3名で運用される。
基本型は6名の乗車が可能だが、旧型が後部扉から乗降する後部4名に対し、新型は最後部第3席は対面2名乗車であり、残りの2名は前席後部第2席に運転席および助手席のシートを倒して乗降する。
指揮官車など通信機材が積載された車両に関しては中間に有る第2席右側（背もたれ）を前方に倒し第2席用無線機架台用台座を設置するため5名乗車、第3席用無線機架台用台座も取り付けた場合は4名乗車となる。だが、近年は無線機が小型化され（広帯域多目的無線）、右側リアホイールハウス上面の範囲で搭載できる様になったため、無線機を搭載していても6名乗車可能である。
初期型は従来よりもエンジンの予熱に時間がかかるため、冬季における運用の支障を指摘された。現在はバンパー上にあったフォグランプをバンパーに埋め込んだタイプ（数も1つから2つに増えている）が納入されている。
2014年頃からV17Bの納入が始まりインタークーラーがフロントグリル下部に移設、専用グリルも追加されボンネット上にエアインテークが無くなりフラットな形状になった。機関形式は4N15（平成25年度以降車用）。
幌の形状も初期型と現行型では仕様が異なり、素材変更およびロイド（スクリーン）部分の大きさ変更やバックドアカーテン、リアカーテンのウインドウカーテンがファスナーにより取り外すことが可能となっている。
イラク派遣で使用された際には、三菱自動車が防弾能力を持つ「付加材1/2tトラック用」という物品を納入しており、防弾処理が施された。
2021年8月、製造元のパジェロ製造（岐阜県坂祝町）が工場を閉鎖。1/2tトラックの生産設備は同年度下期に三菱自動車岡崎製作所（岡崎工場、愛知県岡崎市）に移管され、製造を続ける。
2023年5月21日、防衛省はロシアによる侵攻を受けるウクライナに1/2tトラックや高機動車など自衛隊車両を合計100台規模で提供すると発表した。2025年4月で取材した報道によれば、ウクライナ軍兵士からは走行性と操作性を高く評価されているが、現地で修復用部品の入手は困難で、特に消耗が激しいタイヤの互換品が見つからない問題は深刻となっている。

### ギャラリー

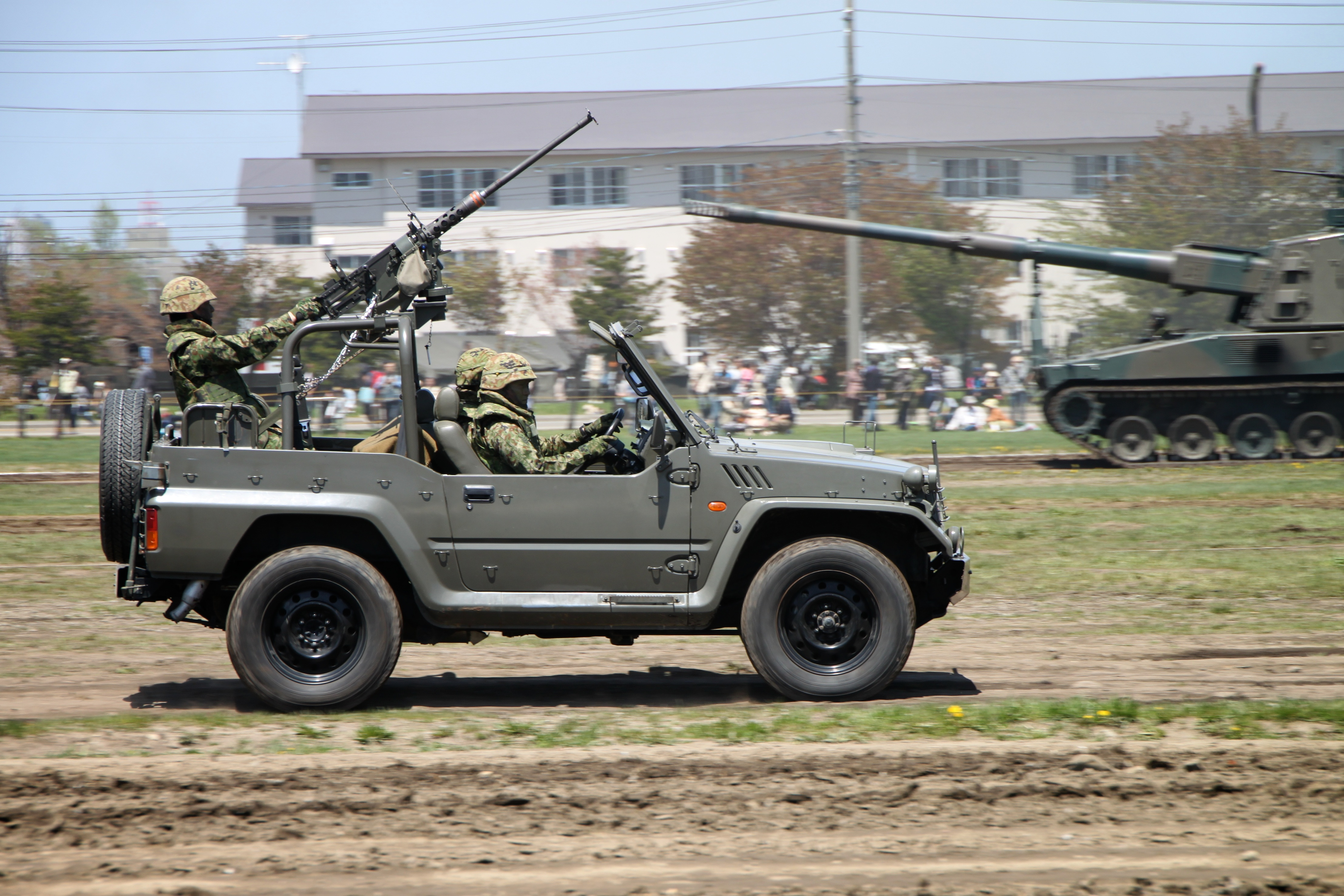
幌を外し、12.7mm重機関銃M2を搭載している状態 （奥に見える車両は99式自走155mmりゅう弾砲）
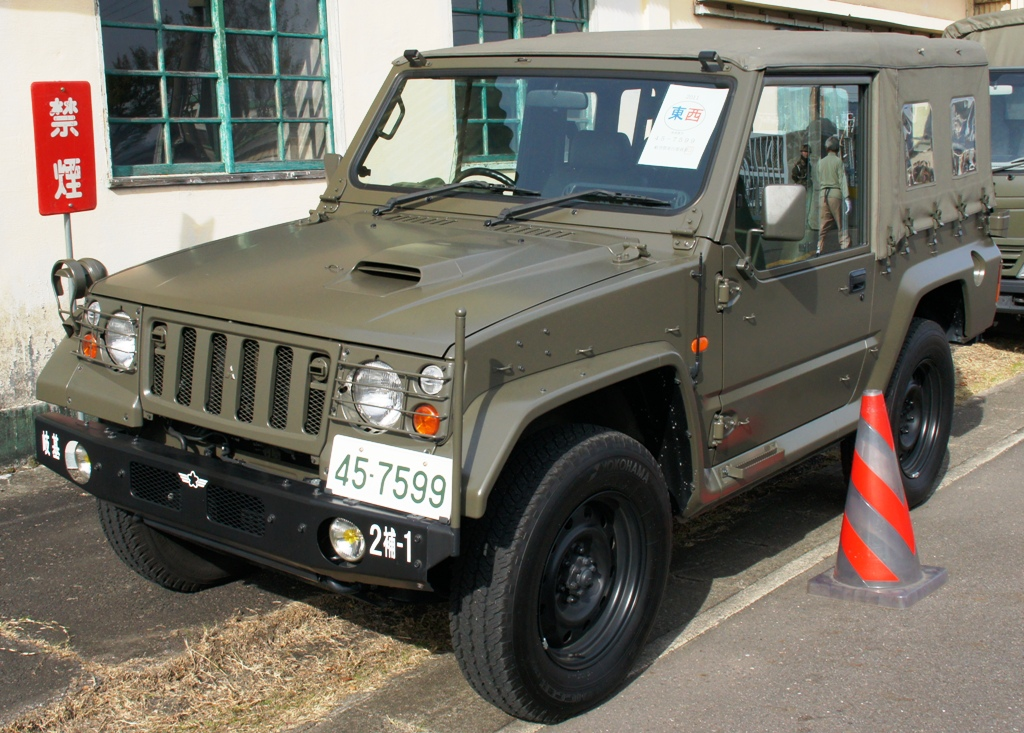
中期型（2001年度-2013年頃） 航空自衛隊所属の車両
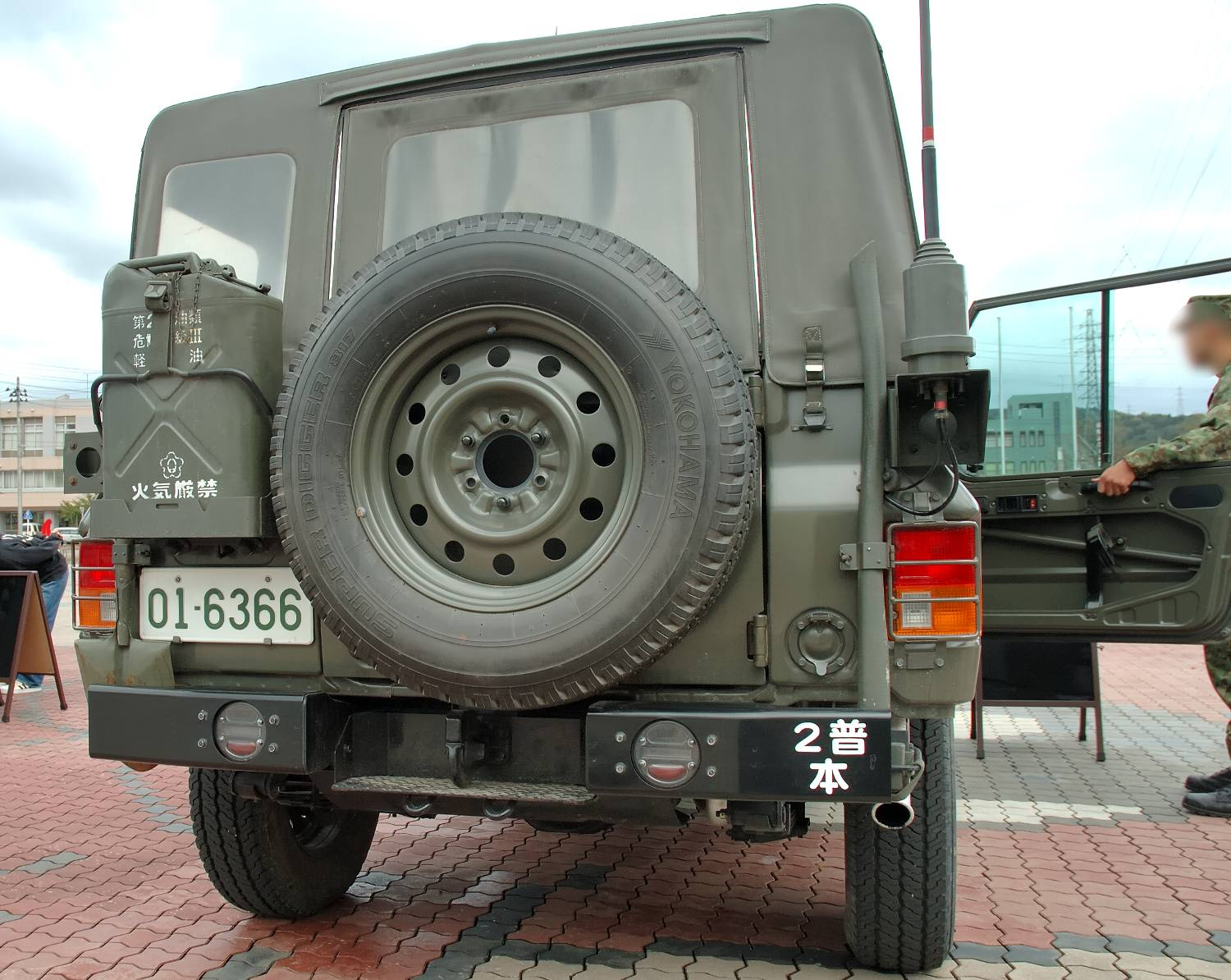
リア
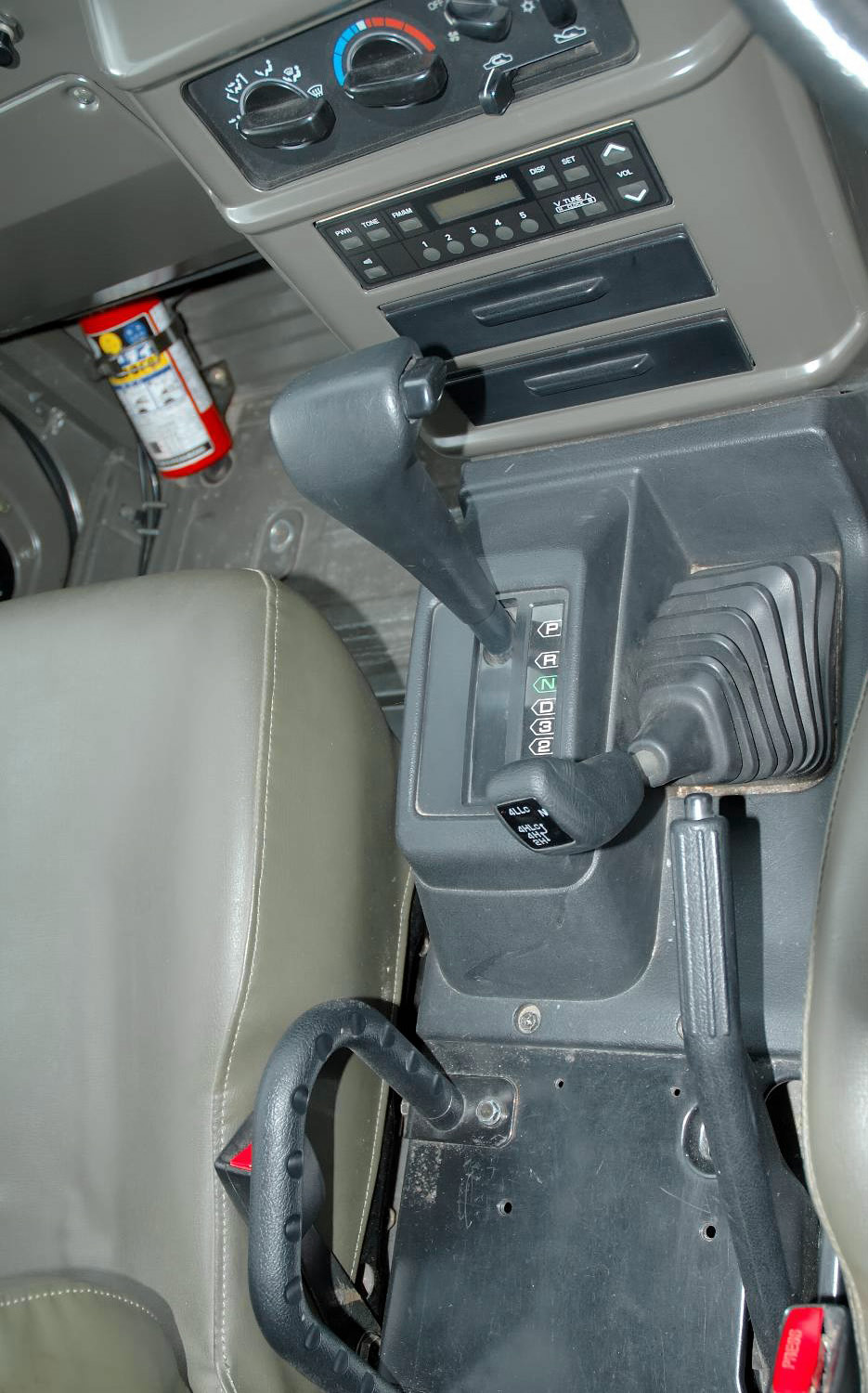
エアコン操作パネル、ラジオ、ATセレクター、トランスファーレバー
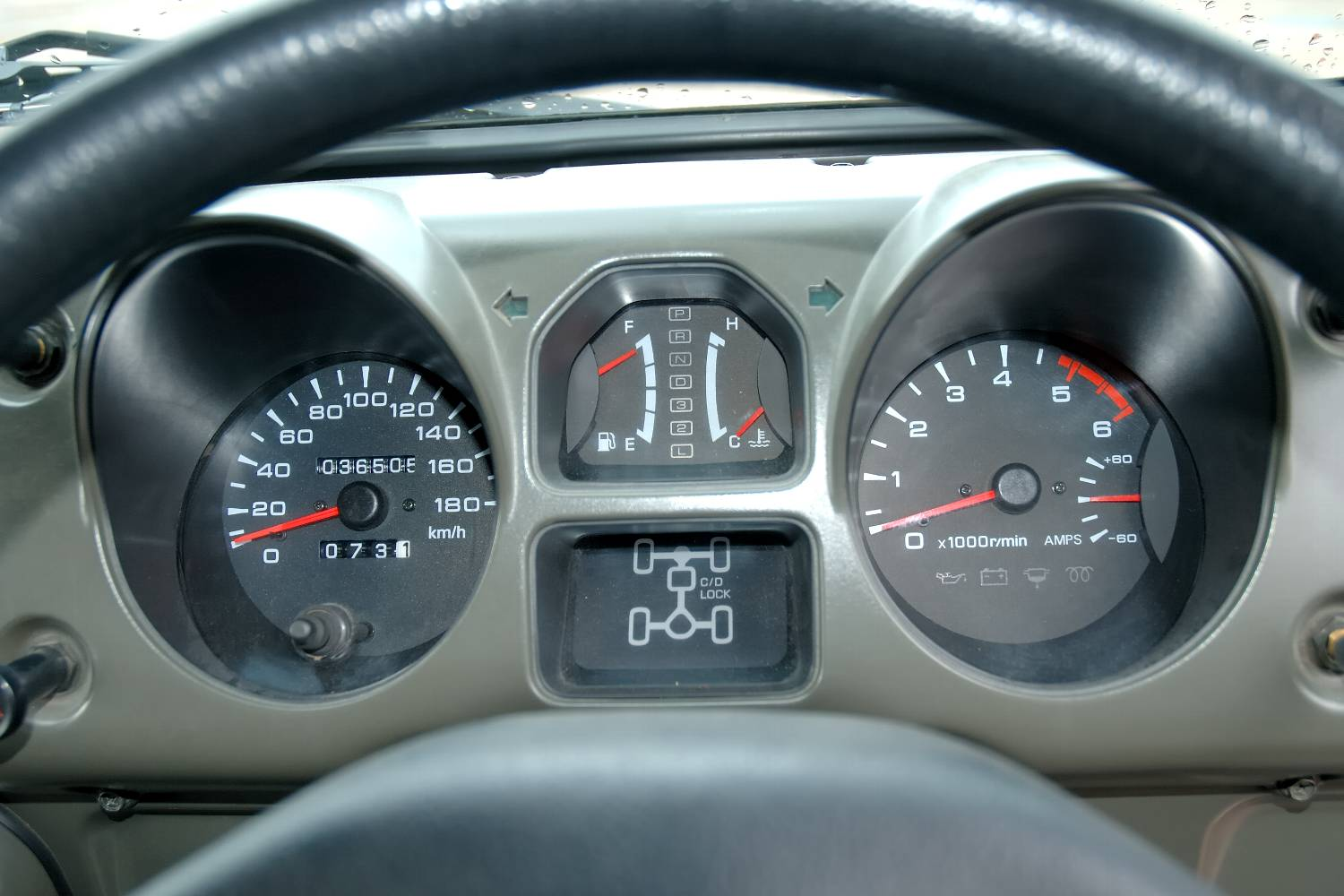
メーター
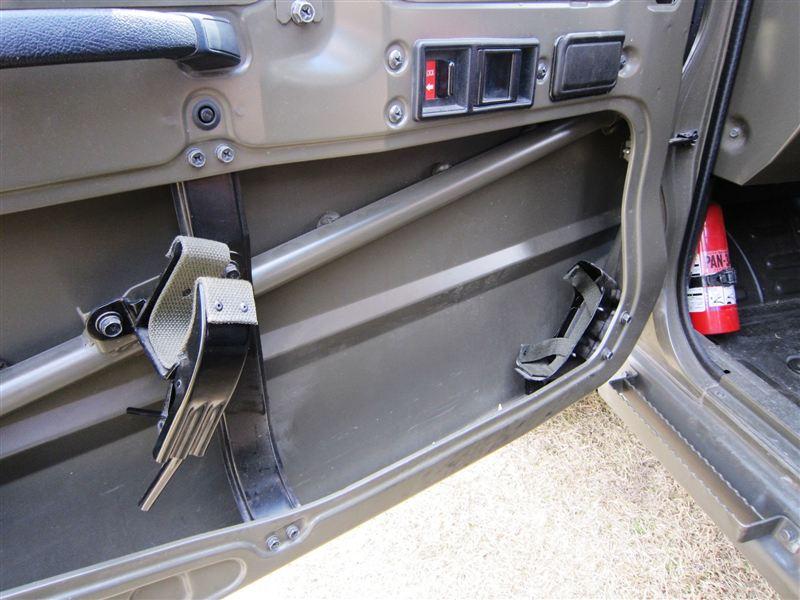
小銃取付具
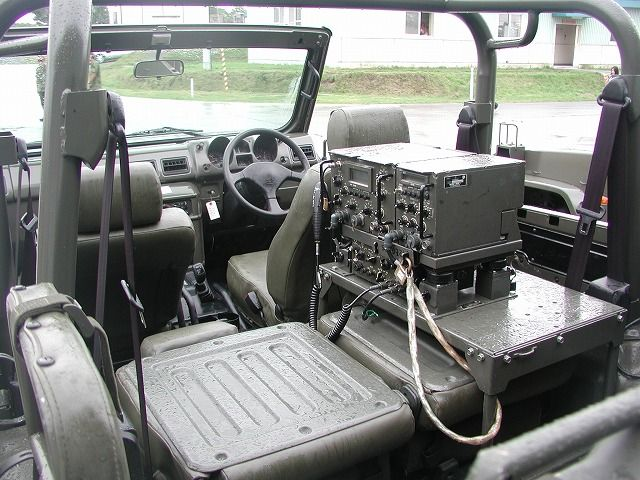
第2席用無線機架台用台座
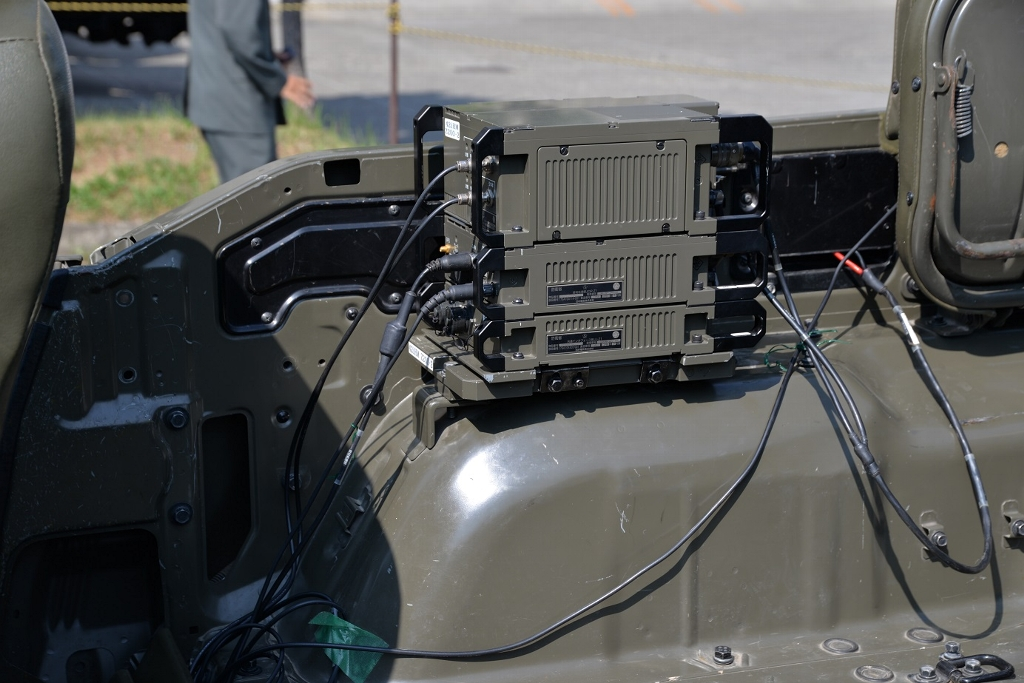
広帯域多目的無線
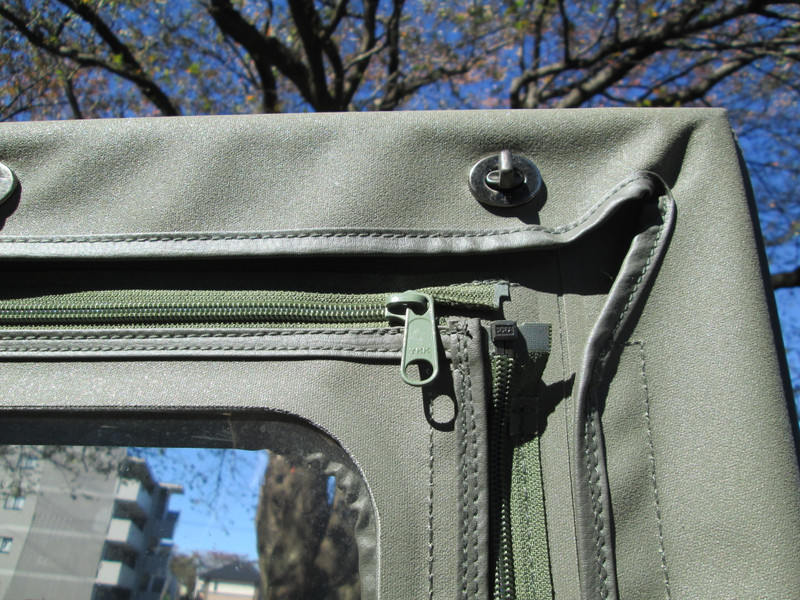
バックドアカーテンのファスナー部分
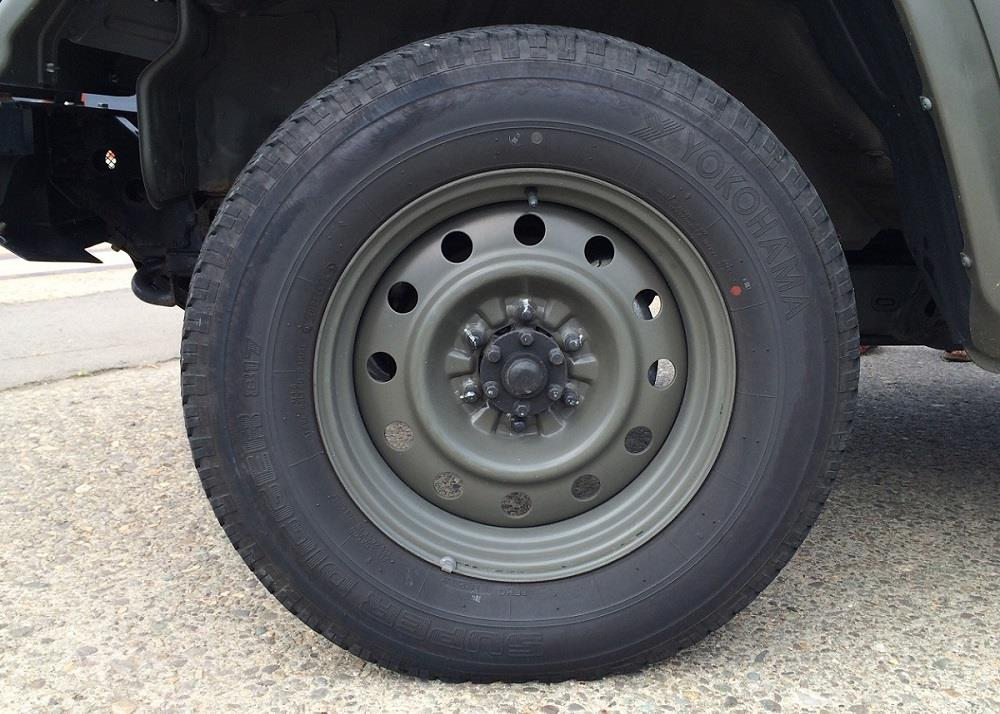
215/85R18 113L LT
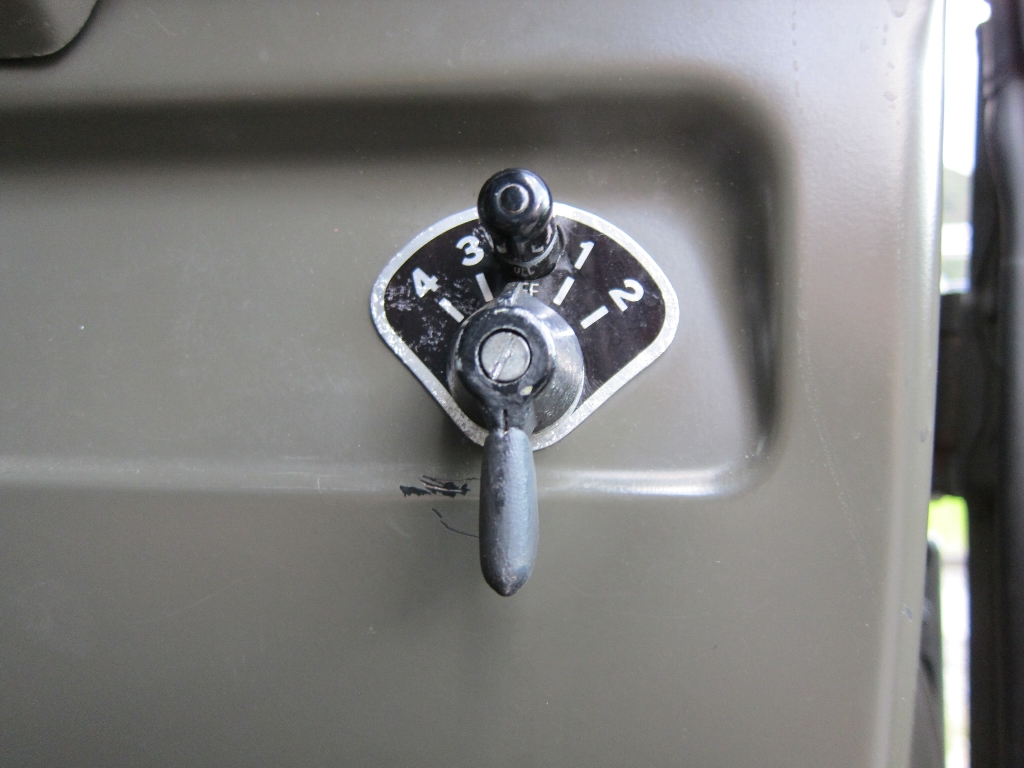
ロータリスイッチ
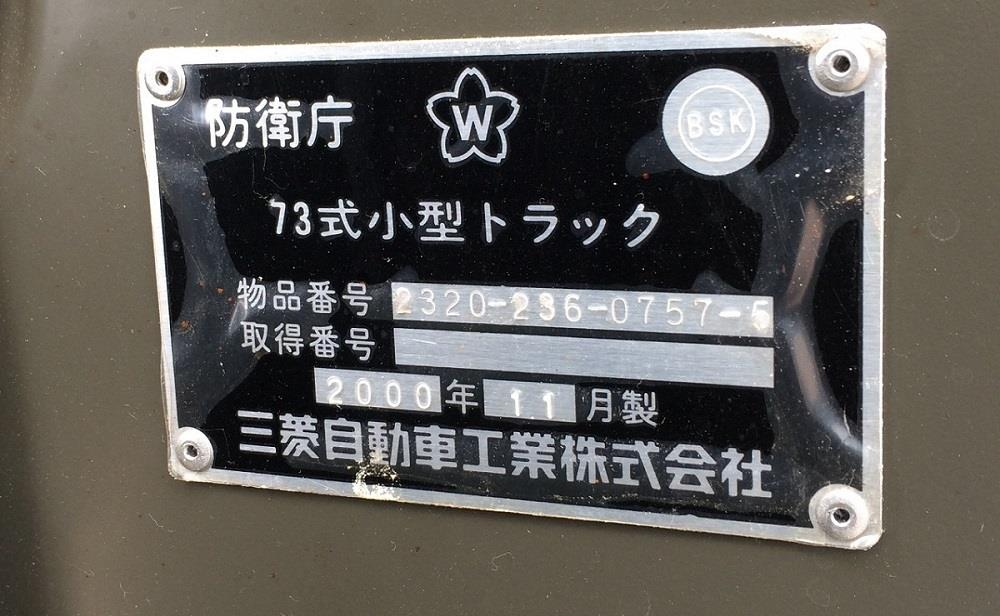
銘板 （平成12年度まで）
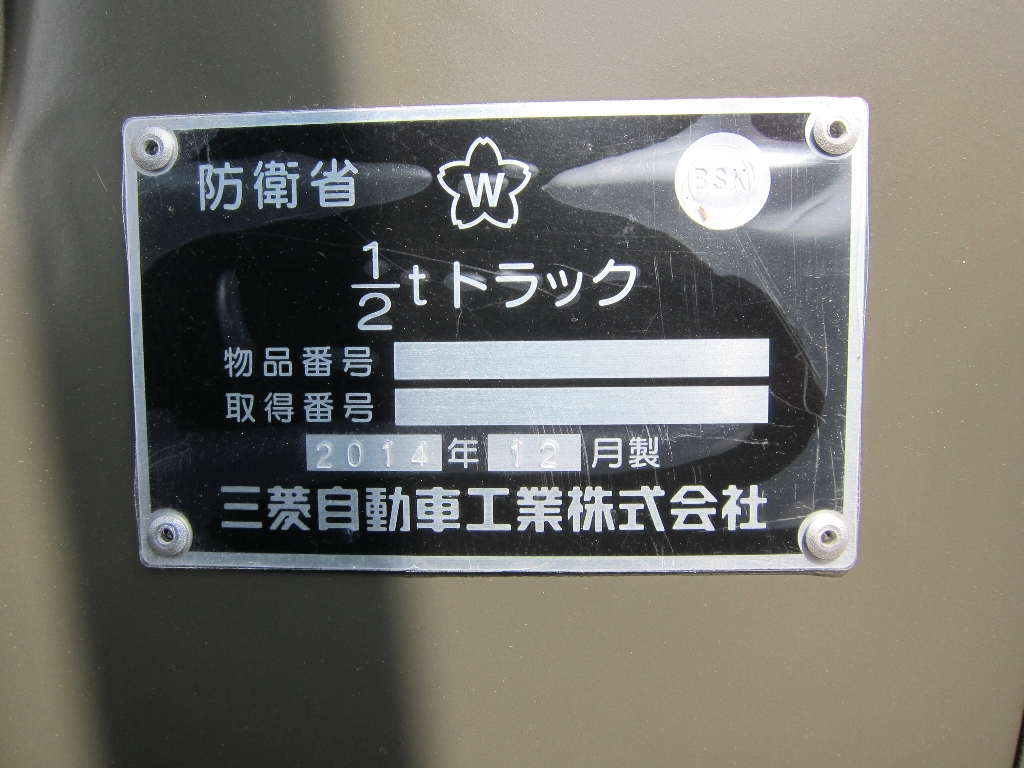
平成13年度以降
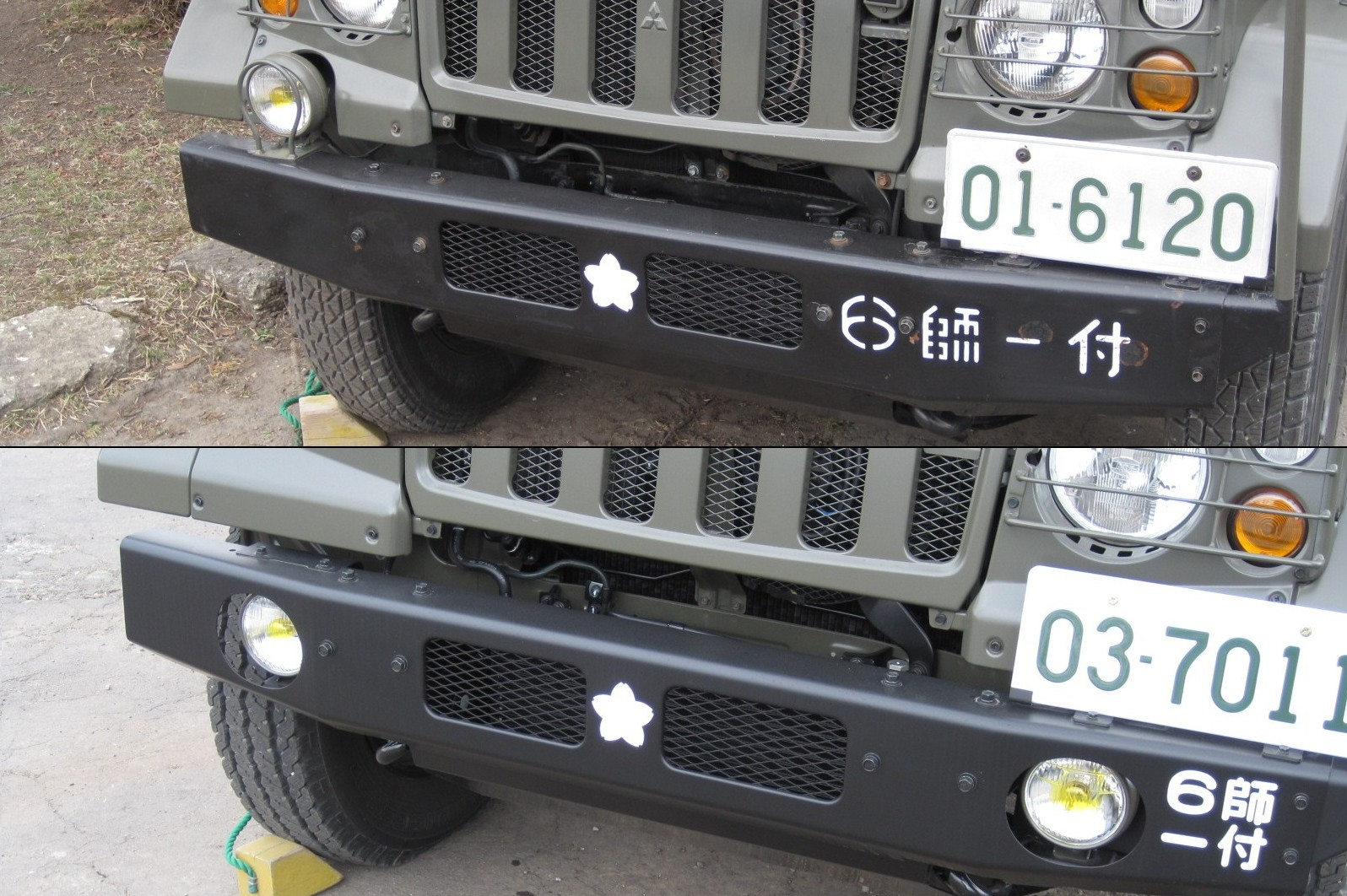
初期車両と現行車両の、フォグランプの差異

|          | 1/2tトラック | 1 1/2tトラック | 3 1/2tトラック | 高機動車  | 軽装甲機動車 | 96式装輪装甲車 | 輸送防護車 |
| -------- | ------------ | -------------- | -------------- | --------- | ------------ | -------------- | ---------- |
| 画像     |              |                |                |           |              |                |            |
| 全長     | 4.14 m       | 5.49 m         | 7.15 m         | 4.91 m    | 4.4 m        | 6.84 m         | 7.18 m     |
| 全幅     | 1.76 m       | 2.22 m         | 2.48 m         | 2.15 m    | 2.04 m       | 2.48 m         | 2.48 m     |
| 全高     | 1.97 m       | 2.56 m         | 3.08 m         | 2.24 m    | 1.85 m       | 1.85 m         | 2.65 m     |
| 重量     | 約 1.94 t    | 約 3.04 t      | 約 8.57 t      | 約 2.64 t | 約 4.5 t     | 約 14.5 t      | 約 14.5 t  |
| 最高速度 | 135 km/h     | 115 km/h       | 105 km/h       | 125 km/h  | 100 km/h     | 100 km/h       | 100 km/h   |
| 乗員数   | 6名          | 19名           | 22名           | 10名      | 4名          | 10名           | 10名       |

## エピソード
- タイヤに関しては以下のような状況が発生している。
  - 市販パジェロJ-TOPと同じ横浜ゴム「SUPER DIGGER817 215/85R18 113L LT」を使用しているが、J-TOP用の市販は打ち切られ、実質自衛隊専用タイヤとなっている[3]。
  - 旧73式小型トラックにおいても、国内メーカーからはいわゆる「ゲタ山タイヤ」と呼ばれるマッドテレーンタイヤの供給がすでに打ち切られているため、共食い整備で古い廃車のタイヤも大事に使い回して運用されている。東北以北についてはスタッドレスの耐用規定に達したものを主にトレーラーに流用するなど、極力車両本体にゲタ山タイヤを使用できるよう努めているほか、一部は市販品でサイズが合うタイプを使う例も増えている。
  - ウクライナ戦場に送られた個体は、泥地、荒れ地、雪道での走行はタイヤの損耗が激しい割りに、現地で互換品のタイヤがなかなか見つからないため、運用するウクライナ兵士はタイヤを探すのに苦労している[10]。
- 製造元での型式名称はV10（Gカー）パジェロと呼ばれている。
- 初代、2代目共に73式小型トラックをミリタリー愛好家(民間人)個人が所有している姿が日本国内で多く目撃されている。
  - これは防衛省から車両として払い下げられたものではなく、解体しスクラップにする目的で民間の解体業者へ放出された車両である。本来ならば73式小型トラックはじめとする自衛隊の車両等の装備品をそのままの形で第三者へ払い下げる事は契約上禁止されているが、一部の解体業者がパーツもしくは解体前の状態の車両を外部へ売却したとされ、それらの車両をミリタリー愛好家や自動車整備工場が入手したと言われている[11]。その後ベースとなった三菱ジープや三菱パジェロのフレームにそれら車体を移植や載せ替えた後に登録されたものである。防衛省は入札する解体業者に対して、解体せず外部へ放出させた場合は違約金を課すと警告している。
  - フィリピンやタイなど海外では日本で解体された73式小型トラックをはじめとする自衛隊車両が現地で再び組み立てられた後に使用されている姿が見ることができる。また、こういった車両を日本国内に逆輸入するという形式を取ることで民間でも扱える可能性がある[11]。